# 吴洪源
吴洪源（1930年—），笔名洪源，男，北京人，中国军旅词作家，歌曲《学习雷锋好榜样》的词作者。

## 生平
1930年，吴洪源出生于北京。1944年至1947年，吴洪源在北平市私立培元初级中学校就读。1949年，当时正就读于育英中学高中二年级的吴洪源决定放弃考大学参加中国人民解放军，并随军参加了“解放大西北”。朝鲜战争中，吴洪源曾随军跨过了鸭绿江到朝鲜。1963年3月5日，当时在北京军区战友歌舞团创作组的洪源创作了《学习雷锋好榜样》的歌词。
1972年，国务院文化组向全国征集革命歌曲新作，吴洪源加入选歌小组，1974年离开选歌小组。曾为解放军文艺出版社歌曲编辑部编辑。
1982年加入中国作家协会。1984年离休。